# EADS Phoenix
Pour les articles homonymes, voir Phoenix.

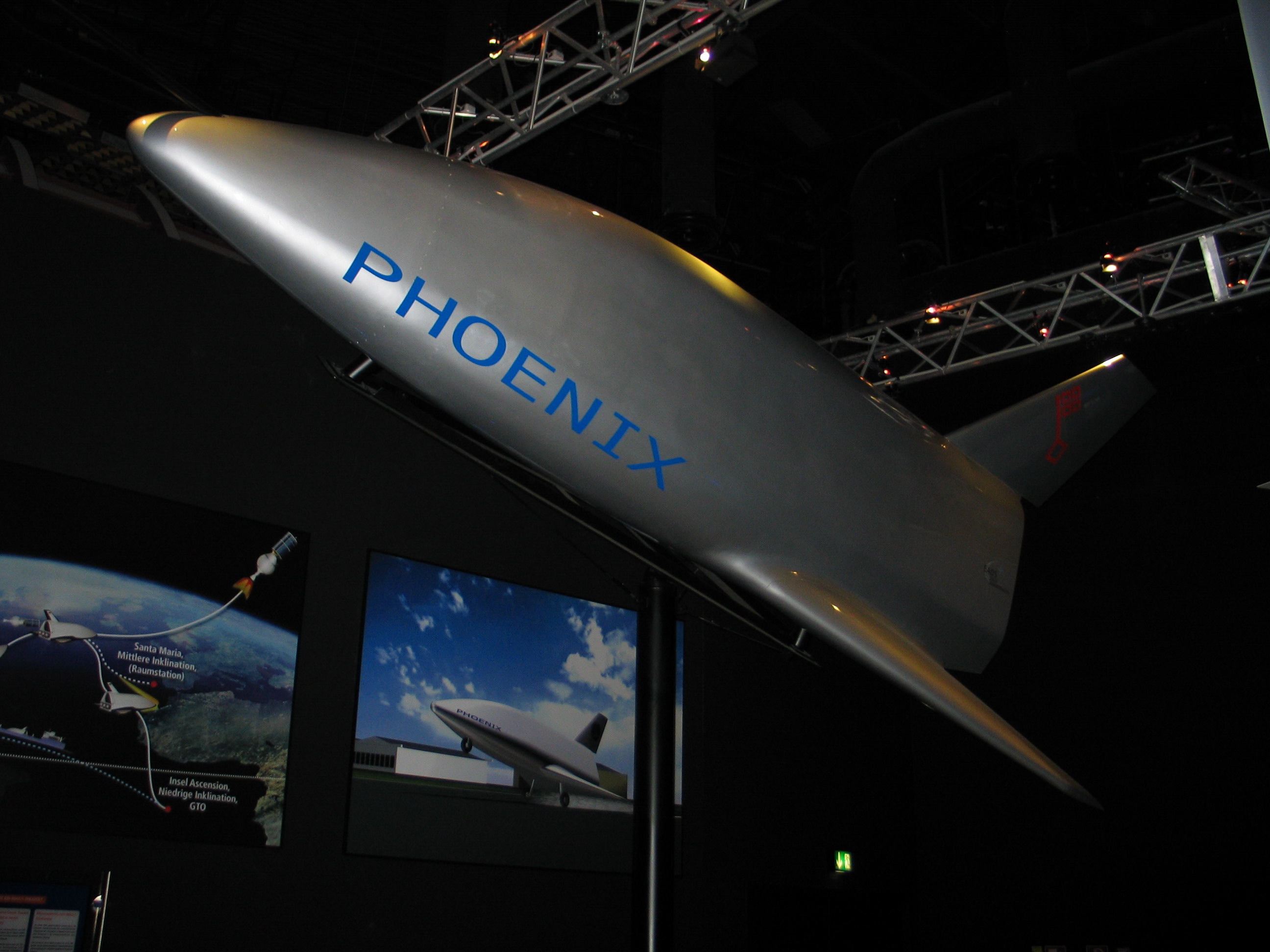
Véhicule spatial Phoenix dans l'ancien parc spatial de Brême, en 2004

Phoenix était un prototype à l'échelle 1/6 du projet Hopper (en) de l'Agence spatiale européenne, projet de navette spatiale non habitée. 
Sa longueur est de six mètres, son envergure de 3,9 mètres et son poids de 1,2 tonne. 
Phoenix est un projet de design qui permettrait à Hopper d'être plus économique que les véhicules spatiaux actuels et assez fiable pour permettre des vols habités. 

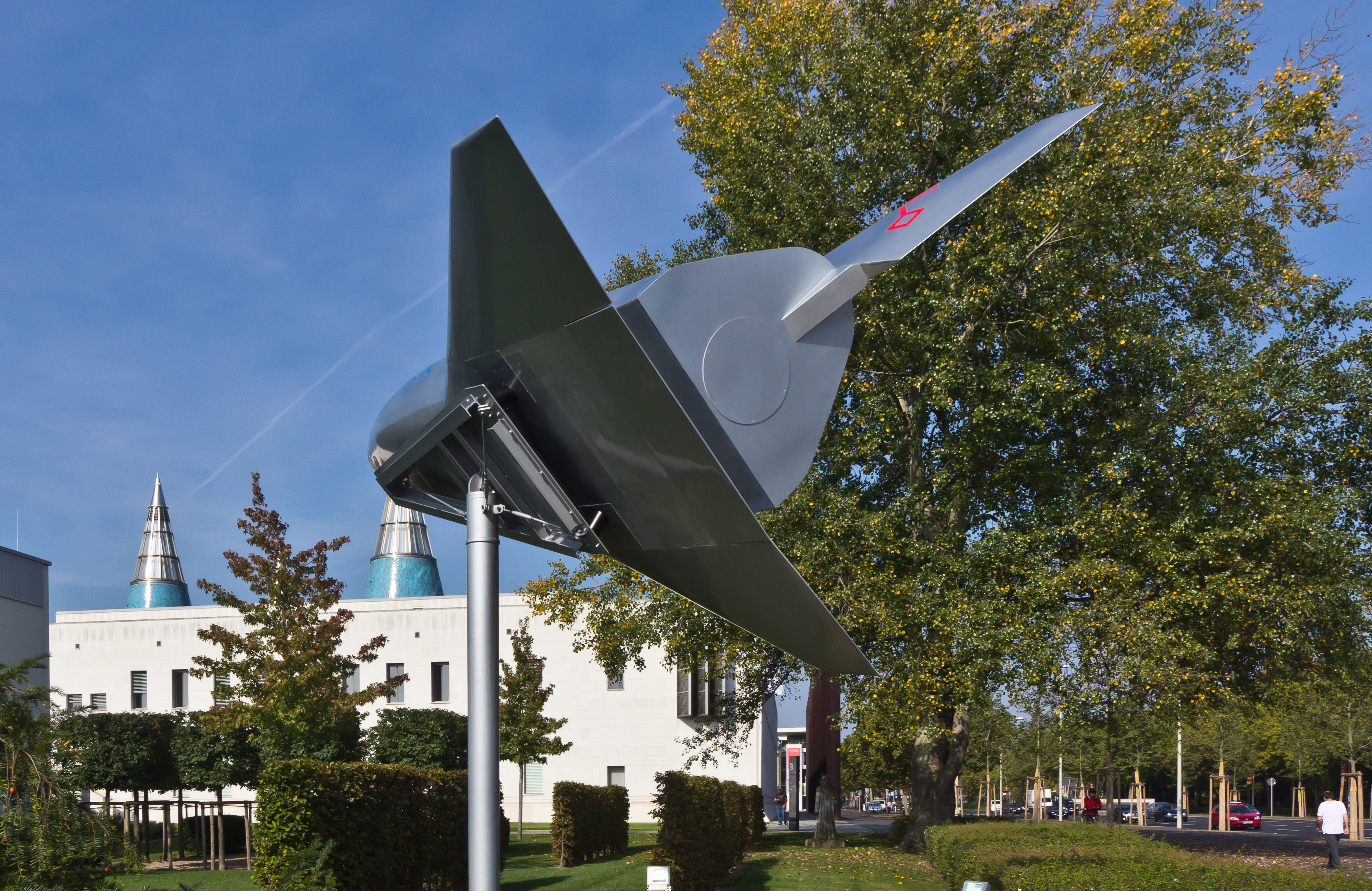
vue arrière de Phoenix exposé au Kunst- und Ausstellungshalle der Bundesrepublik Deutschland de Bonn en 2014;

Au moins 3 essais ont lieu en mai 2004 en étant largué par un hélicoptère Boeing CH-46 Sea Knight et atterrissant en planant sur l'aéroport de Vidsel; lors de son premier essai, il est largué à 2 400 m d'altitude à une vitesse de 144 km/h et accéléré jusqu'à 450 km/h durant sa phase de vol libre avant d’atterrir en vol automatique sur la piste.
Il est le successeur du projet de navette spatiale européenne Hermès mais, à l'instar de ce précédent projet, il semble avoir été abandonné[Quand ?].